# Audi Type R Imperator
L’Audi 19/100 ch Type R "Imperator" est une voiture de luxe d’Audiwerke AG Zwickau. Il s’agit de la première Audi avec un moteur huit cylindres, elle a succédé à la très coûteuse Audi 18/70 ch Type M à moteur six cylindres. De 1927 à 1929, 145 Type R "Imperator" sont livrés à Zwickau. Sa remplaçante était la SS "Zwickau" à huit cylindres.
L’Audi Type R est équipée d’un moteur huit cylindres en ligne à soupapes latérales monté à l’avant d’une cylindrée de 4,9 litres, qui entraîne les roues arrière via une boîte de vitesses à trois rapports avec un levier de vitesses au milieu de la voiture. Il développe 100 ch (74 kW) à 3 300 tr/min. Le moteur Imperator a été conçu beaucoup plus simplement que le moteur avec arbre à cames en tête et arbre vertical du modèle précédent, la Type M. Comme sa prédécesseur, l’Audi 19/100 ch dispose d’essieux rigides à ressorts à lames à l’avant et à l’arrière et de freins à tambour sur toutes les roues, qui sont actionnés mécaniquement (traction par câble) au lieu d’hydrauliquement. Bien que l’"Imperator" offrait 30 ch de puissance moteur supplémentaire et, avec un prix de 16 000 Reichsmarks, qu’elle était également près de 30 % moins chère que sa prédécesseur, qui coûtait 22 300 Reichsmarks, la Type R n’a trouvée que quelques acheteurs, de sorte que Zschopauer Motorenwerke Jörgen Skafte Rasmussen (DKW) a dû sauver Audiwerke AG d’une faillite imminente par une prise de contrôle.